# Take Control
Take Control är en sång med den amerikanska R&B-sångerskan Amerie från hennes tredje studioalbum Because I Love It. Spåret skrevs av Cee-Lo Green, Mike Caren och Amerie och gavs ut som skivans ledande singel i slutet av 2006. Den Mike Caren-producerade sången innehåller element från den Brasilianska sångaren Tom Zés "Jimmy, Renda-se", skriven av Tom Zé och Valdez samt från Hall & Oates' "You Make My Dreams". 
Singeln fick positiv kritik från recensenter och blev en topp-30-hit i större delar av Europa. I Ameries hemland, USA, mottogs låten dock svalt och misslyckades att nå några höga placeringar på diverse musiklistor.

## Format och innehållsförteckningar
| Amerikansk marknadsföringssingel 1. "Take Control" (Main Version) 2. "Take Control" (Instrumental Version) 3. "Take Control" (Accapella Version) 4. "Take Control" (Call Out Hook 1) 5. "Take Control" (Call Out Hook 2) Fransk CD-singel 1. "Take Control" (Main Version) 2. "Take Control" (Karmatronic Remix) 3. "Crunk Didi (Losing U)" Amerikansk 12" singel 1. "Take Control" (Main Version) 2. "Take Control" (Instrumental Version) 3. "Take Control" (Accapella Version) 4. "That's What U R" | Europeisk CD 1 1. "Take Control" (Main Version) 2. "Take Control" (Tracy Young Remix) 3. "That's What U R" 4. "Take Control" (Video) Europeisk CD 2 1. "Take Control" (Main Version) 2. "Take Control" (Karmatronic Remix) |

## Listor
| Lista (2006)                                | Topp placering |
| ------------------------------------------- | -------------- |
| Amerikanska Billboard Hot R&B/Hip-Hop Songs | 66             |
| Lista (2007)                                | Topp position  |
| Europas European Hot 100 Singles            | 25             |
| Finlands singellista                        | 9              |
| Franska SNEP                                | 52             |
| Tysklands singellista                       | 64             |
| Irlands singellista                         | 23             |
| Nya Zeelands RIANZ                          | 40             |
| Tyska German Black Chart                    | 6              |
| Norges singellista                          | 19             |
| Slovakiens IFPI                             | 50             |
| Schweiz singellista                         | 67             |
| Turkiets Türkiye Top 20                     | 19             |
| Storbritanniens UK Singles Chart            | 10             |